# Palača športa u Kijevu
Palača športa u Kijevu (ukrajinski: Київський Палац Спорту) je športski i koncertni prostor u Kijevu, glavnom gradu Ukrajine.
Kompleks se nalazi na desnoj obali Dnjepra, u središtu grada. Dvorana se koristila za Pjesmu Eurovizije 2005. godine i Dječju pjesmu Eurovizije 2009. Zgrada datira iz 1960. godine i tijekom 2011. u potpunosti je renovirana. Myhailo Hrečyna i Aleksei Zavarov su arhitekti ove zgrade. Tijekom koncerta, ima mjesta za 10.000 gledatelja, a na športskim natjecanjima za 7000.
Tu su nastupili glazbenici kao što su: Backstreet Boys, Black Eyed Peas, Britney Spears, Deep Purple, A-ha, Jamiriquai, Jean-Michel Jarre, Moby, Thirty Seconds to Mars, Muse, Placebo, Limp Bizkit, The Rasmus, Christina Aguilera, Anastacia, Lenny Kravitz, Chris Rea, Lara Fabian, Depeche Mode, Sting i drugi.